# 유색인종

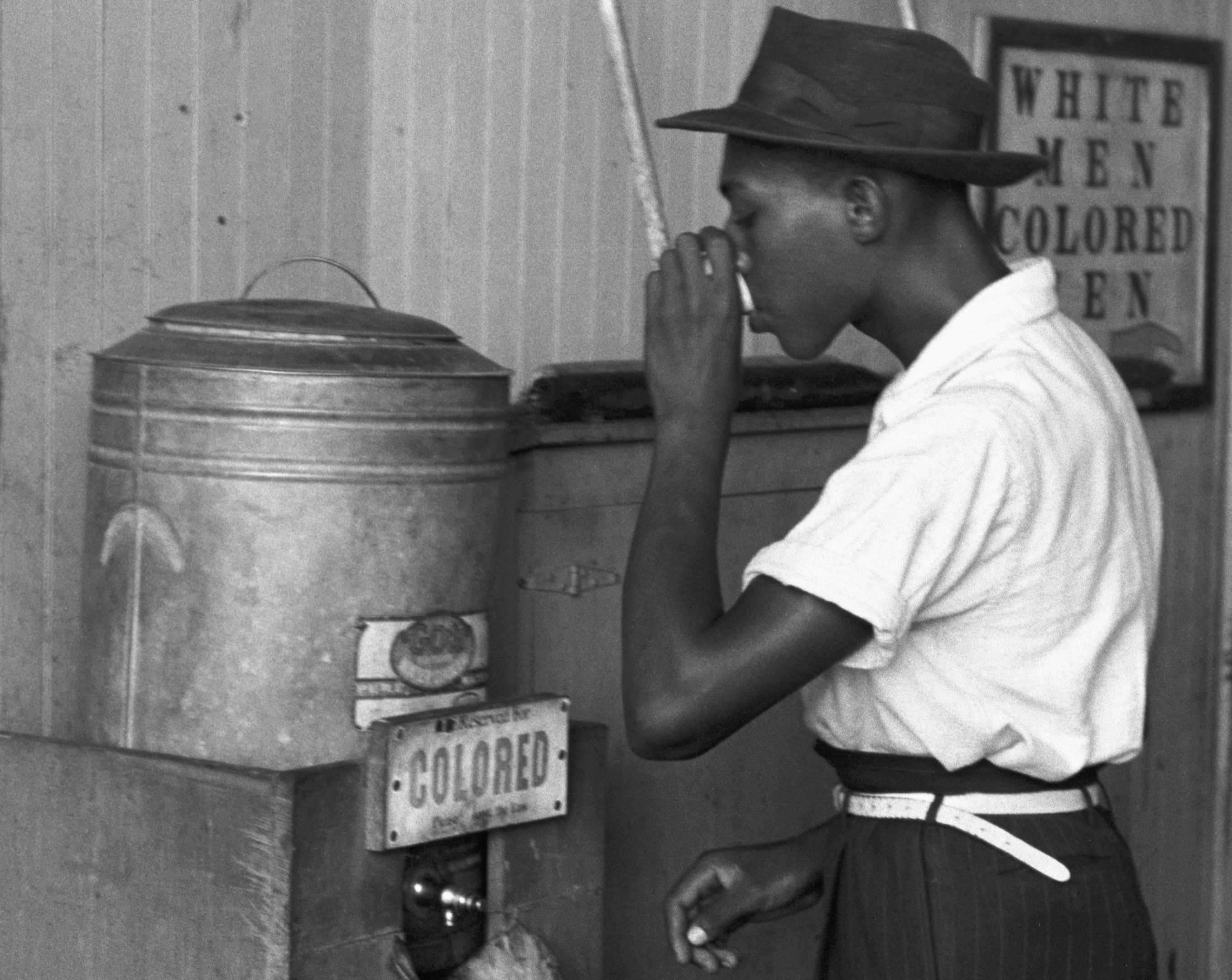

유색인종(Colored 또는 coloured)은 미국에서 주로 백인이 아닌 사람을 역사적으로 가리키는 인종을 설명하는 용어이다. 수많은 지역에서 경멸적인 단어로 간주되지만 아프리카 남부에서 특별한 의미로 사용되기도 한다.

## 같이 보기
- 반인종주의
- 흑인
- 컬러드
- 비판적 인종 이론
- 니그로
- 니거
- 인종
- 인종 차별